# Décoration épigraphique

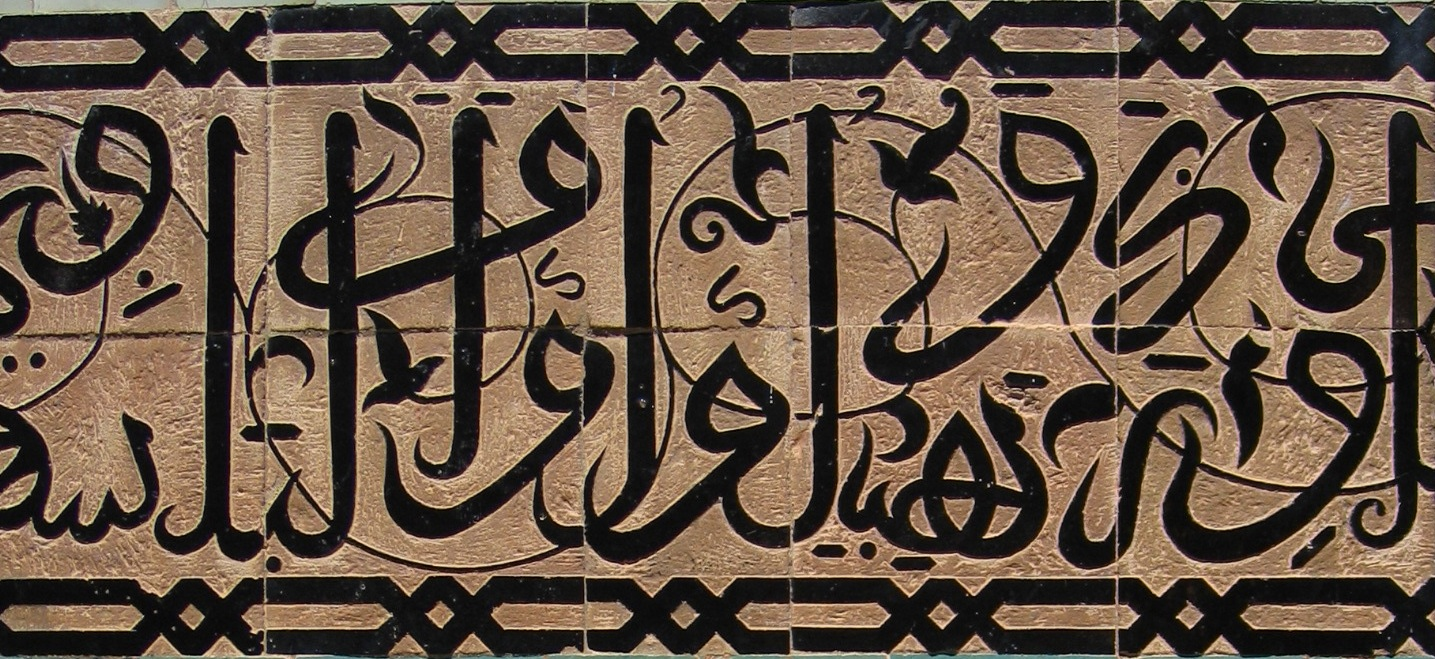
Styles calligraphiques arabes à Meknès (Maroc) ; l'évolution nasride consiste en la décoration des espaces situés entre les lettres.

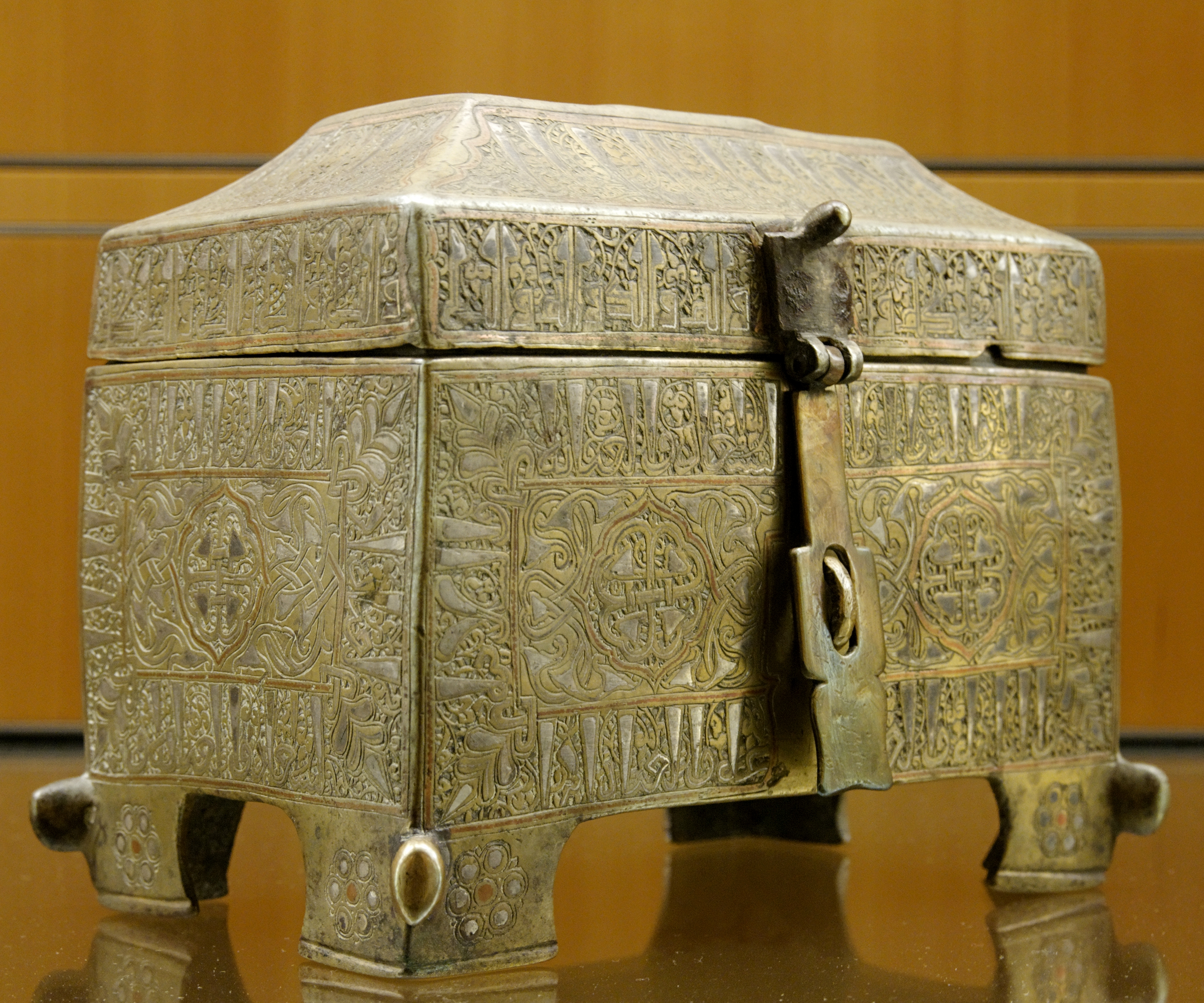
Coffret en bronze à décor épigraphique. Khorassan (Iran).

Une décoration épigraphique est un décor produit par des textes inscrits, des inscriptions généralement anciennes, gravées ou parfois peintes sur des supports durables. Dans le cas particulier des arts de l'Islam, il peut s'agir de l'insertion de motifs végétaux qui décorent des liserés de textes, eux-mêmes reprenant les styles calligraphiques arabes.
À l'Alhambra, le liseré épigraphique le plus souvent retrouvé porte la devise de Yusuf Ier de Grenade, Wa lā gāliba illā-llāh, qui s'est généralisée pour les Nasrides.